# Mimipallene atlantis
Mimipallene atlantis is een zeespin uit de familie Ascorhynchoidea. De soort behoort tot het geslacht Mimipallene. Mimipallene atlantis werd in 1982 voor het eerst wetenschappelijk beschreven door Child. 